# جو إيجندر
جو إيجندر (بالإنجليزية: Joe Egender)‏ هو ممثل أمريكي ولد بتاريخ 16 مارس 1976.

## أعماله
من أعماله فيلم جوع.

## وصلات خارجية
جو إيجندر على موقع IMDb (الإنجليزية)
- جو إيجندر على موقع ألو سيني (الفرنسية)
- جو إيجندر على موقع أول موفي (الإنجليزية)
- جو إيجندر على موقع قاعدة بيانات الفيلم (الإنجليزية)
- جو إيجندر على موقع كينوبويسك (الروسية)